# アバディーン大学
アバディーン大学（英語: University of Aberdeen、スコットランド・ゲール語: Oilthigh Obar Dheathain）は、スコットランド・アバディーンに所在する大学。1495年に設立された古大学 (ancient university) を前身とし、スコットランドでは3番目、現在の英国および英語世界で5番目に長い歴史をもつ。スコットランドの四大学（ほかにエディンバラ、グラスゴー、セントアンドリュースの三大学）の一つ。
現代のアバディーン大学は、オールド・アバディーンのキングス・カレッジ (King's College) と、1593年にニュー・アバディーンに創立されたマーシャル・カレッジ (Marischal College) の統合により1860年に形成された。

## 著名な出身者
各界の著名人を輩出しており、最近では政治家のアリスター・ダーリング、テサ・ジョウェル (Tessa Jowell)、実業界ではスティーヴン・カーター (Stephen Carter)、ウィル・ホワイトホム (Will Whitehom) などが同学出身として知られている。また芸能界ではニッキー・キャンベル (Nicky Campbell)、ジェームズ・ノーティー (James Naughtie)、サンディー・ギャル (Sandy Gall)、デレク・レイ (Derek Rae) などがいる。
哲学・神学分野への貢献も顕著で、スコットランド啓蒙主義 (Scottish Enlightenment) の中心人物のひとりトマス・リードはマリシャル・カレッジで学位を取得しているほか、ロバート・アダムソン (Robert Adamson)、ウィリアム・クラーク (William Robinson Clark) も同学へ通った。著名な神学者ピーター・フォーサイスも出身者である。
また医学分野では寄生虫学への貢献で知られるパトリック・マンソン (Patrick Manson)、香港大学の前身校である香港医科大学の設立に参加したカイ・ホ (Kai Ho) などが著名である。
文芸分野ではトマス・アーカート、アーキボールド・フォーブズ (Archibald Forbes、サイモン・ファーカー (Simon Farquhar)、アリ・スミス (Ali Smith) などの同学出身者が著名な業績を残している。
建築ではアメリカ合衆国議会議事堂の設計で知られるウィリアム・ソーントン (William Thornton) および、チャールズ・ミッチェル (Charles Mitchell) とジョン・ドブソン (John Dobson) などが有名である。
名誉学位授与者の中にはリチャード・ドーキンス、デイビッド・アッテンボロー、デニス・ロー、J・K・ローリングなどの著名人が含まれている。

### ノーベル賞受賞者
- ジョージ・パジェット・トムソン：1937年物理学賞（結晶による電子線回折現象の発見）
- ジョン・ジェームズ・リチャード・マクラウド：1923年生理学・医学賞（インスリンの発見）
- ジョン・ボイド・オア：1949年平和賞（栄養に関する科学的調査と国際連合食糧農業機関の初代長官としての業績）
- フレデリック・ソディ：1921年化学賞（原子核崩壊の研究、同位体の理論）
- リチャード・シング：1952年化学賞（分配クロマトグラフィーの開発およびその応用）

### 日本人
- 内田和彦、Ph.D. (聖書学)、元聖書宣教会教師会議長、日本福音キリスト教会連合前橋キリスト教会牧師
- 神代真砂実、Ph.D. 博士（組織神学）、東京神学大学教授
- 三浦 譲、Ph.D. 新約学、聖書宣教会教師、横浜山手キリスト教会牧師